# Anton von Radziwill

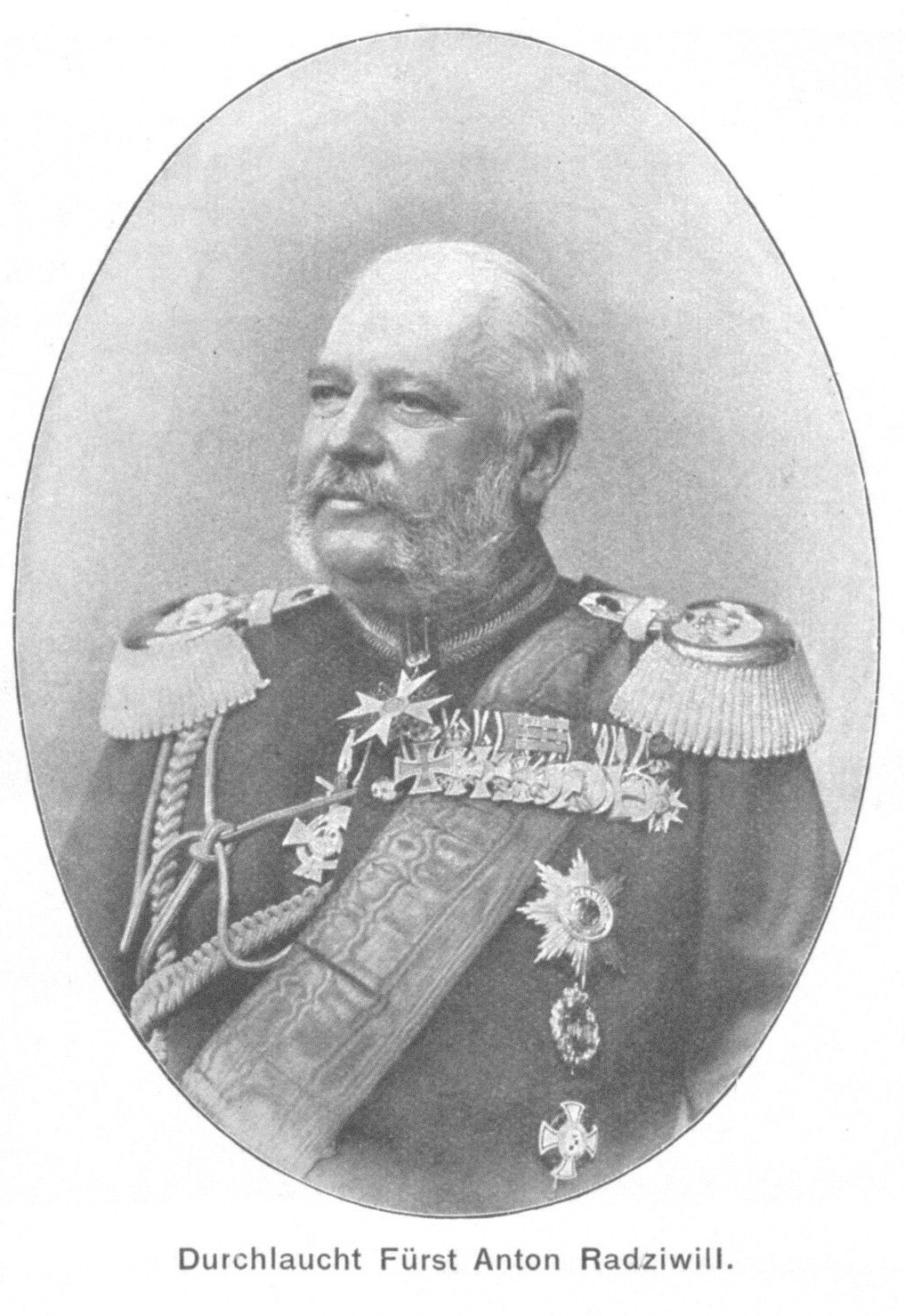
Anton Fürst von Radziwill, 1901

Anton Wilhelm Fürst Radziwill (poln. Antoni Wilhelm Radziwiłł, lit. Antanas Vilhelmas Radvila) (* 31. Juli 1833 in Teplitz; † 16. Dezember 1904 in Berlin) war ein preußischer General der Artillerie sowie langjähriger Generaladjutant und Vertrauter des preußischen Königs und späteren Kaisers Wilhelm I.

## Leben
Anton von Radziwill entstammte der polnisch-litauischen Magnatenfamilie Radziwiłł. Er war Sohn des späteren preußischen Generals der Infanterie Wilhelm Fürst von Radziwill. Sein Onkel war Boguslaw Fürst Radziwill. Er selbst heiratete Marie de Castellane.
In Berlin besuchte Radziwill bis 1852 das Französische Gymnasium, um im selben Jahr in das Garde-Artillerieregiment einzutreten. Als Sekondeleutnant begleitete er im August 1856 den Sohn des Prinzen von Preußen, Prinz Friedrich Wilhelm von Preußen zur Kaiserkrönung Alexanders II. nach Moskau. Zwischen 1858 und 1861 besuchte er die Kriegsakademie. Als Hauptmann nahm er 1866 im Generalstab des Gardekorps am Deutschen Krieg teil. Am 20. September 1866, dem Tag des Einzugs der siegreichen Truppen in Berlin, war er König Wilhelm I. als Flügeladjutant zugeteilt. Seither gehörte Radziwill bis zum Tod des Königs und späteren Kaisers zu dessen persönlicher Umgebung. Er genoss das Vertrauen Wilhelms I. und begleitete ihn bei wichtigen Ereignissen. So übergab er dem französischen Botschafter Vincent Graf Benedetti ein Antwortschreiben Wilhelms I., das als „Emser Depesche“ bekannt wurde, verkündete in der Schlacht bei Sedan am 2. September 1870 die preußische Feuereinstellung und wohnte der Kaiserproklamation in Versailles bei. Wilhelm I. sandte Radziwill mehrmals auf diplomatische Reisen, wie 1882 nach Konstantinopel. Im Jahr 1885 ernannte er ihn zu seinem Generaladjutanten.
Das Ehepaar Radziwill führte in Berlin im Palais Wrangel ein gastliches Haus. Marie von Radziwill war eine bedeutende Berliner Salonnière. Der Empfang polnischer Gäste und Politiker der Zentrumspartei führten in der Kulturkampfzeit zum Misstrauen von Otto von Bismarck, zumal der Cousin Ferdinand von Radziwill Führer der polnischen Fraktion im Reichstag war. Radziwill, der in den preußischen Provinzen Schlesien und Posen sowie in Russland große Besitzungen hatte, war von 1871 bis 1888 erbliches Mitglied des Preußischen Herrenhauses. Verdienste um Berlin erwarb sich Radziwill als Förderer des Zoologischen Gartens.
Nach seiner Thronbesteigung behielt 1888 Friedrich III. Radziwill, den er zum General der Infanterie beförderte, als Generaladjutanten. Nach Friedrichs Tod im selben Jahr ersuchte Radziwill den Nachfolger Wilhelm II. um seine Entlassung.
Radziwill wurde nun in den Ranglisten der Preußischen Arme als nicht-diensttuender Generaladjutant Wilhelms II. geführt, ab 1889 als General der Artillerie. Auch Wilhelm II., der Radziwill 1894 durch Verleihung des Schwarzen Adlerordens ehrte, verwendete ihn zu diplomatischen Missionen. Die dabei übliche Auswahl von jeweils vier begleitenden preußischen Offizieren stieß auf Schwierigkeiten, weil diese wie Radziwill eine Körpergröße von zwei Metern haben mussten. Daher befand sich unter ihnen stets auch der jüngere Helmut von Moltke, der es später zum Chef des Großen Generalstabs brachte.
Anton von Radziwill starb in Berlin. Nach einer Trauerfeier am 19. Dezember 1904 in der St.-Hedwigs-Kathedrale im Beisein Wilhelms II. wurde er auf seinen Besitz Antonin überführt und in der dortigen Schlosskapelle beigesetzt.

## Ehrungen
Für seine Verdienste wurde Radziwill mehrfach ausgezeichnet. So stand er à la suite des 1. Garde-Feldartillerie-Regiments und war Inhaber höchster Orden und Ehrenzeichen wie bspw.:
- Schwarzer Adlerorden mit der Kette[2]
- Roter Adlerorden I. Klasse mit Eichenlaub und dem Emailleband des Kronenordens mit Schwertern am Ringe[2]
- Eisernes Kreuz (1870) II. Klasse[2]
- Orden des Heiligen Hubertus[2]
- Großkreuz des Friedrichs-Ordens[2]
- Offizier der Französischen Ehrenlegion[2]
- Komtur des österreichisch-kaiserlichen Leopold-Ordens[2]
- Großkreuz des Schwertordens[2]